# Протагор (Платон)
«Протагор», або «Софісти» — діалог Платона із шостої тетралогії. Належить до IV століття до н. е., точна дата написання невідома. Дія діалогу відбувається не раніше 433 року до н. е. (тобто, у V столітті до н. е.).

## Значення
Цей діалог цікавий тим, що описує зустріч філософів і згадує найвідоміших громадян Афін, які відіграли важливу роль у долі міста. Описуючи подію в будинку багатія Каллія, Платон виступає як історичний свідок, оскільки численні згадки персоналій і подій досить точно вказують на період описуваної зустрічі.
Героями «Протагора» є як учасники зустрічі співрозмовники: автор Сократ, Гіппократ, Протагор, Каллій, син Гіппоніка, Продік Кеосський, так і багато згадуваних відомих громадян стародавньої Греції. Це другий приїзд Протагора в Афіни. Сократ ще не старий, ще живі Перікл і його сини, які померли під час чуми 429 р.
Дія діалогу відбувається до початку Пелопоннеської війни (432 р.). Діалог демонструє наявність розбіжностей у філософських переконаннях у IV столітті до н. е. Він також цінний як свідчення критичного погляду Сократа на релятивізм і софістику, яка зусиллями таких ораторів, як Протагор, проголошувала людини мірилом усіх речей.

## Зміст
Сократ розповідає співрозмовнику про зустрічі з мудрим чужинцем Протагором з міста Абдери. Звістку про приїзд іменитого гостя Сократу приніс Гіппократ (син Аполлодора, брат Фасона). Протагор тим часом зупинився у Каллія. По дорозі Гіппократ повідомляє Сократу, що Протагор софіст (σοφιστὴς, 312a), тобто знавець у «мудрих речах» (σοφῶν ἐπιστήμονα, 312c). Сократ же сповнений скепсису, зауважує, що софісти подібні рознощикам знань (μαθήμασιν, 313с). На його думку, здобуваючи знання, треба насамперед розібратися з тим, що корисно.
В будинку Каллія Сократ з Гіппократом застають цілу юрбу людей: самих Каллія і Протагора, а також двох синів Перікла (Парала і Кстантиппа), Харміда, Філіппіда, протагорового учня Антимера, Гіппія Елідського, Продіка, Федра, Павсанія, Агафона і ряд маловідомих чужинців. Слідом за Сократом у будинок приходять Алківіад і Критій.
Протагор заявляє, що софістами були багато відомих людей, серед яких Гомер і Гесіод. У відповідь на питання Сократа він погоджується, що софісти навчають «мистецтва державного управління» (πολιτικὴν τέχνην, 319а). Сократ заперечує можливість навчання цього мистецтва, оскільки навіть сам Перикл не зміг передати ці знання своїм дітям.
У відповідь Протагор розповідає міф про Прометея, який викрав вогонь у богів заради людей. Проте вогонь мало допоміг людям, оскільки для спільного життя їм потрібен був сором (αἰδῶ) і правда (δίκην), які їм дав Зевс через Гермеса (322с). Однак хоча, що всі люди причетні до правди, проте цієї чесноти батьки навчають своїх дітей.
Сократ погоджується, але просить розтлумачити співвідношення чесноти (ἀρετή), справедливості (δικαιοσύνη), розсудливості (σωφροσύνη) і благочестя (ὁσιότης, 329с). Протагор стверджує наявність окремих нетотожних частин чесноти, оскільки мужні бувають несправедливими. Сократ же доводить внутрішню єдність чеснот, припиняючи широту промов софіста. Протагор відмовляється йти на повідці опонента і бесіда ледь не закінчується, але Каллій хапає Сократа за плащ і просить його залишитися (335d).
Гіппій Елідський пропонує вибрати посередника, який міг би вирішити суперечку, але Сократ заперечує, не бажаючи бути залежним від оцінки посередника. Протагор продовжує дискусію, посилаючись на думку поета Сімоніда про труднощі навчання чесноти. Сократ звертається до Продіка, а потім заглиблюється в нюанси відмінності між позиціями поетів Сімоніда і Піттака. Вердикт Сократа: можна стати хорошим, але неможливо бути хорошим, бо милостиві тільки боги. Потім Сократ протестує проти використання чужих думок. Він повертається до діалогу про п'ять різних якостей: мудрості (σοφία), розсудливості, мужності (ἀνδρεία), справедливості, благочестя (349b). Заперечуючи Протагору, Сократ наполягає, що чесноти єдині і навіть мужність не позбавлена розсудливості, в іншому випадку її можна визнати несамовитістю.
Сократ ставить мудрість вище від задоволень (ἡδονῆ), бо немудрі задоволення ведуть до страждань, а мудрість дозволяє навіть за допомогою страждань прийти до блага (ἀγαθόν). Тут Сократ ставить благо вище від короткочасних задоволень, бо «приємне є благо» (τὸ ἡδὺ ἀγαθόν ἐστιν, 358b), а задоволення можуть конфліктувати з принципом блага.
Підсумовуючи, Сократ нагадує, що спір присвячений чесноті і чи можна її навчитися (вона є знанням). Він констатує суперечність і відмову кожного зі співрозмовників від початкової тези. Співрозмовники в доброму гуморі розходяться.